# Nambiki
Nambiki is een bestuurslaag in het regentschap Langkat van de provincie Noord-Sumatra, Indonesië. Nambiki telt 1331 inwoners (volkstelling 2010).